# Шмыков, Михаил Андреевич
Михаил Андреевич Шмыков (род. 15 февраля 2001, Иркутск) — российский легкоатлет из Иркутска, специализирующийся в прыжках с шестом. Победитель игр стран БРИКС в прыжке с шестом с результатом 582 (2024).Чемпион России (2024, 2025). Мастер спорта международного класса (2024).